# Negrilești (Bistrița-Năsăud)
Negrilești is een Roemeense gemeente in het district Bistrița-Năsăud.
Negrilești telt 2510 inwoners.